# Henrique Cavalcanti Rodrigues
Henrique Cavalcanti Rodrigues, dit Henrique Rodrigues, né le 4 février 1991 à Curitiba, est un nageur brésilien. Il a notamment participé aux Jeux olympiques d'été de 2012 et de 2016.
Il a remporté la médaille de bronze au 4 × 100 mètres nage libre aux Championnats du monde juniors de natation 2008 à Monterrey.
Aux Championnats du monde de natation en petit bassin 2010 à Dubaï, Rodrigues a terminé 4e de la finale du 200 mètres quatre nages et 8e de la finale du 100 mètres quatre nages,.
Aux Jeux panaméricains de 2011, Rodrigues a remporté l'or au 4 × 100 mètres nage libre et le bronze au 200 mètres quatre nages.
Aux Championnats du monde de natation en petit bassin 2014 à Doha, au Qatar, Rodrigues a terminé 4e du 200 mètres quatre nages, 6e du 100 mètres quatre nages (battant le record sud-américain avec un temps de 52,20) et 16e du 200 mètres. dos crawlé. Il a également nagé les qualificatifs du relais 4 × 100 mètres nage libre,,,,.
Aux Jeux panaméricains de 2015 à Toronto, Ontario, Canada, Rodrigues a remporté la médaille d'or au 200 mètres quatre nages, où il a fait son record personnel avec un temps de 1:57.06, troisième meilleur temps mondial en 2015, et un nouveau record aux Jeux panaméricains. Il a également remporté une médaille d'or au relais 4 × 200 mètres nage libre, en participant à des séries,,,,.
Aux Championnats du monde de natation 2015 à Kazan, Rodrigues a atteint sa première finale aux Championnats du monde, terminant à la 7e place du 200 mètres quatre nages, avec un temps de 1:58,52. Le temps qu'il a obtenu aux Jeux panaméricains, quelques semaines plus tôt (1:57.06) lui donnerait la 4e place,.

## Palmarès
- JO 2012 - 200 mètres 4 nages : 13e
- JO 2016 - 200 mètres 4 nages : 9e